# Pan-Am-Flug 160
Pan-Am-Flug 160 (Flugnummer: PA160, Funkrufzeichen: CLIPPER 160) war ein Linienfrachtflug der Pan American World Airways vom 3. November 1973 von New York City nach Frankfurt am Main mit einem geplanten Zwischenstopp in Glasgow. Auf dem Flug verunglückte die eingesetzte Boeing 707-321C N458PA, die wegen Rauchentwicklung im Cockpit zum Logan International Airport umgekehrt war. Im Endanflug schlug die Maschine neben der Landebahn auf, dabei kamen alle drei Insassen ums Leben.

## Flugzeug
Bei der verunglückten Maschine handelte es sich um eine Boeing 707-321C, die 1967 im Werk von Boeing auf dem Boeing Field im US-Bundesstaat Washington als die 640. Boeing 707 aus laufender Produktion mit der Werksnummer 19368 endmontiert wurde und zum Zeitpunkt des Unfalls sechs Jahre alt war. Der Erstflug der Maschine erfolgte am 27. Oktober 1967, am 7. November 1967 wurde sie an die Pan Am ausgeliefert, wo sie mit dem Luftfahrzeugkennzeichen N458PA in Betrieb ging. Die Maschine erhielt den Taufnamen Clipper Titian. Das vierstrahlige Langstrecken-Schmalrumpfflugzeug war mit vier Mantelstromtriebwerken des Typs Pratt & Whitney JT3D-3B ausgestattet. Bis zum Zeitpunkt des Unfalls hatte die Maschine 24.537 Betriebsstunden absolviert.

## Besatzung
An Bord der Maschine befand sich lediglich eine dreiköpfige Besatzung, bestehend aus einem Flugkapitän, einem Ersten Offizier und einem Flugingenieur:
- Der 53-jährige Flugkapitän John J. Zammett arbeitete seit dem 1. Mai 1951 für die Pan American World Airways. Seit dem 2. Februar 1965 wurde er auf der Boeing 707 ausgebildet. Am 14. September 1967 wurde er zum Kapitän zertifiziert. Zammett verfügte über 16.477 Stunden Flugerfahrung, von denen er 5.824 Flugstunden im Cockpit der Boeing 707 absolviert hatte. In seinem medizinischen Prüfbericht vom 6. August 1973 war lediglich die Pflicht zum Tragen einer Brille während der Erfüllung seines Dienstes als Pilot vorgeschrieben.
- Der 34-jährige Erste Offizier Gene W. Ritter war am 14. Februar 1966 durch die Pan American World Airways eingestellt worden. Auf der Boeing 707 war er ab dem 11. April 1966 ausgebildet worden und erhielt seine Musterberechtigung für diesen Flugzeugtyp am 7. Juli 1969. Er verfügte über 3.843 Stunden Flugerfahrung, die er allesamt in der Boeing 707 absolviert hatte.
- Der 37-jährige Flugingenieur Davis Melvin hatte sein Arbeitsverhältnis mit der Pan American World Airways am 5. Juni 1967 begonnen. Er wurde seit dem 2. Februar 1968 als Erster Offizier auf der Boeing 707 ausgebildet. Am 21. August 1970 wurde er als Flugingenieur für diesen Flugzeugtyp zertifiziert. Melvin hatte 7.261 Dienststunden abgeleistet, davon 3.260 Stunden im Cockpit der Boeing 707.

## Unfallhergang
Die Maschine startete um 08:25 Uhr in New York. Die Maschine hatte 24.000 kg Fracht geladen, davon 6.967 kg Chemikalien. Nach dem Abflug wurde die Maschine zum Steigflug auf FL330 auf Kurs gebracht. Um 08:44 Uhr wurde die Freigabe geändert und angewiesen, FL310 als endgültige Reiseflughöhe beizubehalten. Die Besatzung meldete das Erreichen dieser Flughöhe um 08:50 Uhr.
Als sich die Maschine gegen 09:04 Uhr 100 Meilen östlich von Montréal, Kanada dem VORTAC von Sherbrooke näherte, teilte die Besatzung der Betreiberzentrale der Fluggesellschaft Pan American Operations (PANOP) in New York City mit, dass sich im elektrischen Abteil „Lower 41“ der Maschine Rauch angesammelt habe und der Flug daher nach Boston ausweichen werde. Um 09:08 Uhr teilte die Besatzung der Flugsicherung in Montréal Centre mit, dass sie sich auf FL310 befand und nach New York zurückkehren wolle. Die Flugsicherung in Montreal erteilte der Besatzung eine Freigabe zum Flug einer Rechtskurve auf einen Kurs von 180 Grad.
Um 09:10 Uhr teilte die Besatzung der PANOP mit, dass sie nach New York zurückkehren werde, da der Rauch „hier etwas dichter zu werden“ schien. Um 09:11 Uhr teilte die Besatzung der PANOP mit, dass sie nach Boston umkehren, da „dieser Rauch zu dick wird“. Obwohl die Besatzung keine Luftnotlage erklärt hatte, wurde die Boeing auf ihrem Flug nach Boston von der Flugsicherung mit Vorrang vor anderen Maschinen behandelt. Die Flugsicherung in Boston hatte bis 09:26:30 Uhr entsprechende Freigaben zum Sinkflug bis auf 2.000 Fuß erteilt, damit der Kraftstoff der Maschine in niedrigeren Flughöhen schneller verbrannt werden konnte. Um 09:29 Uhr erkundigte sich die Besatzung bei der Flugsicherung in Boston nach der Flugentfernung zum Flughafen und teilte mit, dass das Distance Measuring Equipment nicht zu funktionieren scheine. Die Flugsicherung in Boston antwortete, dass die Maschine gerade die Pease Air Force Base passierte und sich etwa 40 bis 45 Meilen nordwestlich von Boston befand.
Die erste Kommunikation zwischen der Maschine und dem Lotsen der Anflugkontrolle erfolgte um 09:31:21 Uhr. Die Piloten wurden angewiesen, direkt auf Boston zuzufliegen und eine Flughöhe von 2.000 Fuß zu halten. Der Lotse fragte, ob die Piloten Luftnotlage erklären wollten, was diese jedoch verneinten. Sie baten um eine Freigabe zur Landung auf Landebahn 33, welche bald darauf genehmigt wurde. Der Kapitän wies die übrigen Besatzungsmitglieder an, „alles abzuschalten, was nicht gebraucht wird“. Um 09:34:20 Uhr erkundigte sich der Lotse nach dem angezeigten Kurs auf dem Radiokompass, wobei die Besatzung antwortete, dass dieser 205 Grad anzeige. Auf die Anfrage, ob die Besatzung die Vektoren für Landebahn 33 wünsche, antworteten die Piloten, dass sie so schnell wie möglich landen wollten. Um 09:35:46 Uhr wies der Fluglotse die Besatzung an, sich zu melden, sobald diese den Flughafen in Sicht habe. Der Funkspruch blieb unbeantwortet. Um 09:37:04 Uhr richtete der Lotse erneut einen Funkspruch an die Maschine, in dem er den Piloten mitteilte, dass ihr Transponder gerade ausgefallen war. Er wies sie an, Landebahn 33L anzufliegen und die Funkfrequenz beizubehalten. Auch auf diesen Funkspruch folgte keine Antwort.
Nachdem die Auftriebshilfen und Störklappen zur Geschwindigkeitsreduzierung ausgefahren worden waren, näherte sich die Maschine der Landebahn 33L. Der Gierdämpfer wurde durch das unkoordinierte Ausführen von Notfallmaßnahmen zu früh außer Betrieb gesetzt, was es extrem erschwerte, die Maschine bei niedrigen Geschwindigkeiten zu steuern. Die Piloten verloren schließlich die Kontrolle über die Maschine, welche mit der Flugzeugnase voraus etwa 80 Meter neben der Landebahn 33 aufschlug. Die Maschine wurde bei dem Aufprall völlig zerstört, alle drei Besatzungsmitglieder kamen ums Leben.

## Ursache
Das National Transportation Safety Board (NTSB) übernahm nach dem Absturz die Ermittlungen. Als Unfallursache gaben die Ermittler das Vorhandensein von Rauch im Cockpit an. Der Rauch habe sich kontinuierlich und unkontrolliert entwickelt und zu einer Notsituation geführt, welche schließlich zum Verlust der Kontrolle über das Flugzeug während des Endanflugs führte, als die Besatzung durch unkoordiniertes Handeln den Gierdämpfer zu einem Zeitpunkt deaktivierte, als sich die Störklappen und Auftriebshilfen in einer für eine solche Handlung unpassenden Position befanden.
Die Ermittler stellten ferner fest, dass der dichte Rauch im Cockpit die Sicht und die Fähigkeit der Flugbesatzung, im Notfall effektiv zu agieren, ernsthaft beeinträchtigt hatte. Die Quelle der Rauchentwicklung konnte nicht eindeutig identifiziert werden. Die Ermittler waren der Ansicht, dass es im Flug zu einer spontanen chemischen Reaktion zwischen austretender Säure, welche nicht ordnungsgemäß verpackt und verstaut worden war, und einer schadhaften Verpackung, welche Sägemehl enthielt, gekommen war. Ein beitragender Faktor sei die generelle Nichteinhaltung geltender Vorschriften für den Transport gefährlicher Stoffe gewesen, die sich aus der Komplexität der Vorschriften, der branchenweiten Unkenntnis der Vorschriften, den überlappenden Gerichtsbarkeiten und der Unzulänglichkeit der staatlichen Überwachung ergab.